# Víctor Matellano
Víctor Matellano es un director de cine y teatro y escritor cinematográfico español nacido en Madrid.

## Biografía
Como director en cine, tras numerosos cortometrajes como los seleccionados para los premios Goya Tío Jess y con La cañada de los ingleses, debuta en el campo del largometraje con el documental Zarpazos! Un viaje por el Spanish Horror en el que intervienen Joe Dante, Colin Arthur, Jorge Grau, Eugenio Martín Márquez o Paco Plaza entre otros.
Su primer largometraje de ficción, estrenado internacionalmente, es Wax, protagonizado por Jack Taylor, Geraldine Chaplin y Jimmy Shaw.
Vampyres es su segundo largometraje de ficción, escrito por José Ramón Larraz, igualmente estrenado internacionalmente, y protagonizado por Caroline Munro, Marta Flich y Fele Martínez entre otros.
Stop Over in Hell (Parada en el infierno) es su tercer largometraje de ficción como director, protagonizado por Enzo G. Castellari, Nadia de Santiago, Veki Velilla, Manuel Bandera, entre otros.
Como guionista, al margen de coescribir argumentos y guiones para largometrajes y cortometrajes de dirección propia, ha trabajado en esta faceta para diferentes productoras, tanto en proyectos de cine como televisión. En el resto de facetas del medio audiovisual destacan diferentes trabajos de realización para televisión y publicidad para diversas productoras y cadenas, así como las funciones de primer ayudante de dirección en varios largometrajes. [cita requerida]
En la faceta de artes escénicas destaca la dirección y dramaturgia de los espectáculos Auto de los Reyes Magos (anónimo, siglo XII) , 3 peregrinas (basado en cuentos de Geoffrey Chaucer), ambos codirigidos con Jack Taylor, o La danza de la muerte (anónimo, del siglo XV) y Una vida en el teatro  (David Mamet) estrenados en diferentes festivales y salas teatrales. [cita requerida]
Tras el estreno de la pieza Llámame Vampus Llámame Vampus protagonizada por Diego Arjona y Saturnino García, estrena el largometraje documental 'Regresa El Cepa' (nominado a 11 premios Goya) sobre el rodaje y posterior secuestro militar de la película 'El crimen de Cuenca' de Pilar Miró, en el que intervienen, entre otros, Guillermo Montesinos, Héctor Alterio, Mabel Lozano, José Bono, Diego Galán, Mercedes Sampietro, Assumpta Serna o Gonzalo Miró.
Los siguientes trabajos de Matellano han sido el cortometraje documental "Paisajes para después de una guerra" y el largometraje-antología "Vampus Horror Tales", en el cual es además de codirector, productor creativo. Y a estos le ha seguido el largometraje "Mi adorado monster", protagonizado por Manuel Tallafé, Millán Salcedo, Javier Botet, Santiago Segura, Alaska, Álex de la Iglesia entre otros.
En 2022 estrena en Sitges su octavo largometraje, El valle de Concavenator, un viaje por la dinomanía que seguimos a través de los ojos de dos investigadoras, donde conocemos las historias de Colin Arthur (director de arte y maquillador de efectos especiales) y de Jose Luis Sanz (paleontólogo) y la conexión entre la película El valle de Gwangi y el descubrimiento en 2003 del ejemplar del Concavenator Corcovatus, una especie carnívora única y localizada en Cuenca.
En octubre de ese año (2022) recibe el Premio Spirit of the West en el Almería Western Film Festival (AWFF), un galardón que destaca la labor de profesionales del cine que han contribuido a preservar y revitalizar el género western en las últimas décadas.
En 2024 estrena en el Festival de Cine de Sitges, Llámame Paul (Call me Paul), un documental sobre la figura de Paul Naschy, un documento onírico que toma como punto de partida un infarto que el actor sufrió en 1991, la película repasa su vida y obra mediante materiales de archivo de sus películas y testimonios de colaboradores habituales, entre ellos los actores Caroline Munro y Jack Taylor.

## Filmografía
- Llámame Paul (Call me Paul) (2024)[12]
- El Valle de Concavenator (2022)[13]
- Mi adorado monster (2021)[14][15]
- Vampus Horror Tales (2020)[16][17]
- Paisajes para después de una guerra (2020)[18][19]
- Regresa El Cepa (2019)
- Llámame Vampus (2018)
- Stop Over in Hell/Parada en el infierno (2017)[20]
- Vampyres (2015)[21]
- Wax  (2015)[22][23][24]
- Zarpazos! un viaje por el Spanish Horror/Clawing! A journey through the Spanish Horror (2014)[24]
- La cañada de los ingleses/The ravine of the british (2014)[25]

## Publicaciones
Hasta la fecha Víctor Matellano ha participado como autor en más de una treintena de libros de cine hasta el momento, como autor en obras individuales y colectivas y editor. Entre los títulos más destacados se encuentran:
- "El Cid. El libro del 60 aniversario". 2021[26][27]
- "El Mago de Oz, secretos más allá del arcoíris". Con prólogo de Boris Izaguirre. 2019[28]
- Spanish Horror. Con presentación de Christopher Lee y prólogo de Paul Naschy. Segunda edición, 2017[29] (en inglés).
- Terror en el Museo de Cera. Incluye el guion inédito de Horror en el Museo de Cera de Paul Naschy. 2017[30]
- Colin Arthur, criaturas, maquillajes y efectos especiales. Con prólogo de Ray Harryhausen. 2013.
- Clint dispara!, la Trilogía del Dólar de Sergio Leone. Coordinador edición. 2012.[31]
- Spanish Exploitation. Con prólogo de Alaska. 2011.[32]
- El Cid, edición especial 50 th. Coescrito con Miguel Losada. 2011.[33]
- Espartaco, edición especial 50 th. Coordinador edición. 2009.[34]
- El Hollywood español. Coescrito con Miguel Losada. Con prólogo de Geraldine Chaplin. 2009.
- Decorados, Gil Parrondo. Con prólogo de Richard Lester. 2008.[35]
- Rodando… Bienvenido, Mr. Marshall. Con prólogo de Luis García Berlanga. 2007.[36]
- Diseñado por… Yvonne Blake, figurinista de cine. Con prólogo de Richard Lester y epílogo de Milos Forman. 2006.[37]